# Рім (національний парк)
Національний парк Рім (англ. Ream National Park), (кхмер. ឧទ្យានជាតិព្រះសីហនុរាម) — національний парк в Камбоджі, розташований за 18 км від міста Сіануквіль на південному сході Камбоджі. Засновано в 1993 р., коли уряд Камбоджі почав активно брати під охорону низку регіонів. В парку охороною охоплено 210 км², зокрема 150 км² суходолу і 60 км² морських біотопів. У національному парку охороняються морські узбережжя, мангрові ліси та тропічні джунглі. Мешкає понад 150 видів птахів, а також нечисленні популяції мавп.
На південному сході парку розташований безлюдний острів Koh Sess.

## Ресурси Інтернету
- Ream National Park[недоступне посилання з квітня 2019] in the UNEP-WCMC World Database on Protected Areas (WDPA) from the World Conservation Monitoring Centre
- Ream National Park in SihanoukVille